# کوبک‌هازا
کوبِک‌هازا (به مجاری:  Kübekháza) یک شهرداری در مجارستان است که در ناحیه سگد واقع شده‌است. کوبک‌هازا ۲۷٫۳۱ کیلومتر مربع مساحت و ۱٬۵۷۷ نفر جمعیت دارد.